# دولوث
دولوث (بالإنجليزية: Duluth, Minnesota)‏ هي مدينة ميناء مهمة في ولاية مناسوتا الأميركية وهي كذلك عاصمة مقاطعة سينت لويس. دولوث يبلغ عدد سكانها 86,293 وهي ثانية أكبر مدينة على سواحل بحيرة سوبيريور، فبعد ثاندر باي في مقاطعة أونتاريو الكندية، لدولوث أكبر منطقة حضرية إحصائية على البحيرة، وتبلغ مساحتها 226.44 (كم²). ترتفع عن سطح البحر 214 م، بلغ عدد سكانها 86265 نسمة في عام 2010 حسب إحصاء مكتب تعداد الولايات المتحدة.
دولوث تقع على ساحل بحيرة سوبيريور الشمالي في نقطة أقصى غرب البحيرات العظمى، فيمكن للسفن المبحرة في المحيط الأطلسي الولوج إليها عن طريق شبكة قناطر البحيرات العظمى وقناطر نهر سانت لورانس.
تشكل دولوث منطقة حضرية مع مدينة سوبريور بولاية ويسكونسن المجاورة تسمى توين بورتس أي الميناءان التوأم. تتشارك المدينتان مرسى دولوث-سوبريور والمدنيتان معا تمثلان أكبر ميناء في البحيرات العظمى، نقلا للفحم وخام الحديد (تاكونيت) والحبوب.
دولوث هي مقصد سياحي للغرب الأوسط في الولايات المتحدة ولها المربى المائي المختص بالمياه العذبة الوحيد في الولايات المتحدة، واسمه مربى البحيرات العظمى المائي (Great Lakes Aquarium)؛ والجسر الرفعي الهوائي، الذي يعبر قناة سفن دولوث المؤدي إلى مرسى دولوث - سوبيريور؛ ونقطة مناسوتا الشهيرة باسم بارك بوينت وهي أطول ضحضاح مياه لمصب خليج مياه عذبة في العالم فتمتد عبر 10 كم. المدينة كذلك هي نقطة انطلاق لرحلات على طول ساحل مناسوتا الشمالي.
المدينة تتخذ اسمها من المستكشف دانيل گريسولون، سيد اللوت (Daniel Greysolon, Sieur du Lhut) وهو كان المستكشف الأوروبي الأول في المنطقة.

## التركيبة السكانية
قام مكتب تعداد الولايات المتحدة بتحديد بيانات التركيبة السكانية لدولوثفي تعداد الولايات المتحدة. في ما يلي، التركيبة السكانية حسب تعدادي 2000 و2010.

### تعداد عام 2000
بلغ عدد سكان دوغر 955 نسمة بحسب تعداد عام 2000، وبلغ عدد الأسر 397 أسرة وعدد العائلات 271 عائلة مقيمة في البلدة. في حين سجلت الكثافة السكانية 1,641.1 نسمة لكل ميل مربع (633.6/كم2). وبلغ عدد الوحدات السكنية 445 وحدة بمتوسط كثافة قدره 764.7 نسمة لكل ميل مربع (295.3/كم2).
وتوزع التركيب العرقي للبلدة بنسبة 98.85% من البيض و 0.21% من الأمريكيين الأصليين و 0.63% من عرقين مختلطين أو أكثر.
بلغ عدد الأسر 397 أسرة كانت نسبة 29.5% منها لديها أطفال تحت سن الثامنة عشر تعيش معهم، وبلغت نسبة الأزواج القاطنين مع بعضهم البعض 54.7% من أصل المجموع الكلي للأسر، ونسبة 10.8% من الأسر كان لديها معيلات من الإناث دون وجود شريك، وكانت نسبة 31.7% من غير العائلات. تألفت نسبة 28.0% من أصل جميع الأسر من أفراد ونسبة 19.4% كانوا يعيش معهم شخص وحيد يبلغ من العمر 65 عاماً فما فوق. وبلغ متوسط حجم الأسرة المعيشية 2.94، أما متوسط حجم العائلات فبلغ 2.41.
بلغ العمر الوسطي للسكان 38 عاماً. وكانت نسبة 22.9% من القاطنين تحت سن الثامنة عشر، وكانت نسبة 9.5% بين الثامنة عشر والأربعة وعشرون عاماً، ونسبة 26.2% كانت واقعةً في الفئة العمرية ما بين الخامسة والعشرون حتى والأربعة وأربعون عاماً، ونسبة 24.0% كانت ما بين الخامسة والأربعون حتى الرابعة والستون، ونسبة 17.4% كانت ضمن فئة الخامسة والستون عاماً فما فوق. يوجد لكل 100 أنثى 97.7 ذكر، ويوجد لكل 100 أنثى في الثامنة عشر من عمرها فما فوق 92.2 ذكر.
بلغ متوسط دخل الأسرة في البلدة 31,071 دولار، أما متوسط دخل العائلة فبلغ 39,583 دولار. وكان متوسط دخل الذكور 27,039 دولار مقابل 19,000 دولار للإناث. وسجل دخل الفرد الخاص بالبلدة 15,255 دولار. وكانت نسبة 4.6% من العائلات ونسبة 7.8% من السكان تحت خط الفقر، وكان من هؤلاء نسبة 5.8% تحت سن الثامنة عشر ونسبة 9.0% في الخامسة والستين من العمر وما فوق.

### تعداد عام 2010
بلغ عدد سكان دوغر 920 نسمة بحسب تعداد عام 2010، وبلغ عدد الأسر 383 أسرة وعدد العائلات 249 عائلة مقيمة في البلدة. في حين سجلت الكثافة السكانية 1,559.3 نسمة لكل ميل مربع (602.0/كم2). وبلغ عدد الوحدات السكنية 439 وحدة بمتوسط كثافة قدره 744.1 لكل ميل مربع (287.3/كم2).
وتوزع التركيب العرقي للبلدة بنسبة 99.7% من البيض و 0.3% من عرقين مختلطين أو أكثر.
بلغ عدد الأسر 383 أسرة كانت نسبة 32.9% منها لديها أطفال تحت سن الثامنة عشر تعيش معهم، وبلغت نسبة الأزواج القاطنين مع بعضهم البعض 47.0% من أصل المجموع الكلي للأسر، ونسبة 13.1% من الأسر كان لديها معيلات من الإناث دون وجود شريك، بينما كانت نسبة 5.0% من الأسر لديها معيلون من الذكور دون وجود شريكة وكانت نسبة 35.0% من غير العائلات. تألفت نسبة 30.0% من أصل جميع الأسر من أفراد ونسبة 13.8% كانوا يعيش معهم شخص وحيد يبلغ من العمر 65 عاماً فما فوق. وبلغ متوسط حجم الأسرة المعيشية 3.00، أما متوسط حجم العائلات فبلغ 2.40.
بلغ العمر الوسطي للسكان 38.8 عاماً. وكانت نسبة 24.3% من القاطنين تحت سن الثامنة عشر، وكانت نسبة 9.1% بين الثامنة عشر والأربعة وعشرون عاماً، ونسبة 24.5% كانت واقعةً في الفئة العمرية ما بين الخامسة والعشرون حتى والأربعة وأربعون عاماً، ونسبة 24.7% كانت ما بين الخامسة والأربعون حتى الرابعة والستون، ونسبة 17.5% كانت ضمن فئة الخامسة والستون عاماً فما فوق. وتوزع التركيب الجنسي للسكان بنسبة 49.2% ذكور و50.8% إناث.

## وصلات خارجية
- duluthmn.gov
- The US50 - Cities and Towns in Minnesota State